# Serhij Dzyndzyruk
Serhij Oleksandrovyč Dzyndzyruk (in ucraino Сергій Олександрович Дзиндзирук?; Nyžn'ohirs'kyj, 1º marzo 1976) è un ex pugile ucraino.

## Palmarès

### Mondiali dilettanti
- 1 medaglia:
  - 1 argento (Budapest 1997 nei pesi welter)

### Europei dilettanti
- 2 medaglie:
  - 1 argento (Minsk 1998 nei pesi welter)
  - 1 bronzo (Vejle 1996 nei pesi welter)